# Phaula antiqua
Phaula antiqua là một loài bọ cánh cứng trong họ Cerambycidae.